# Christian Astrology

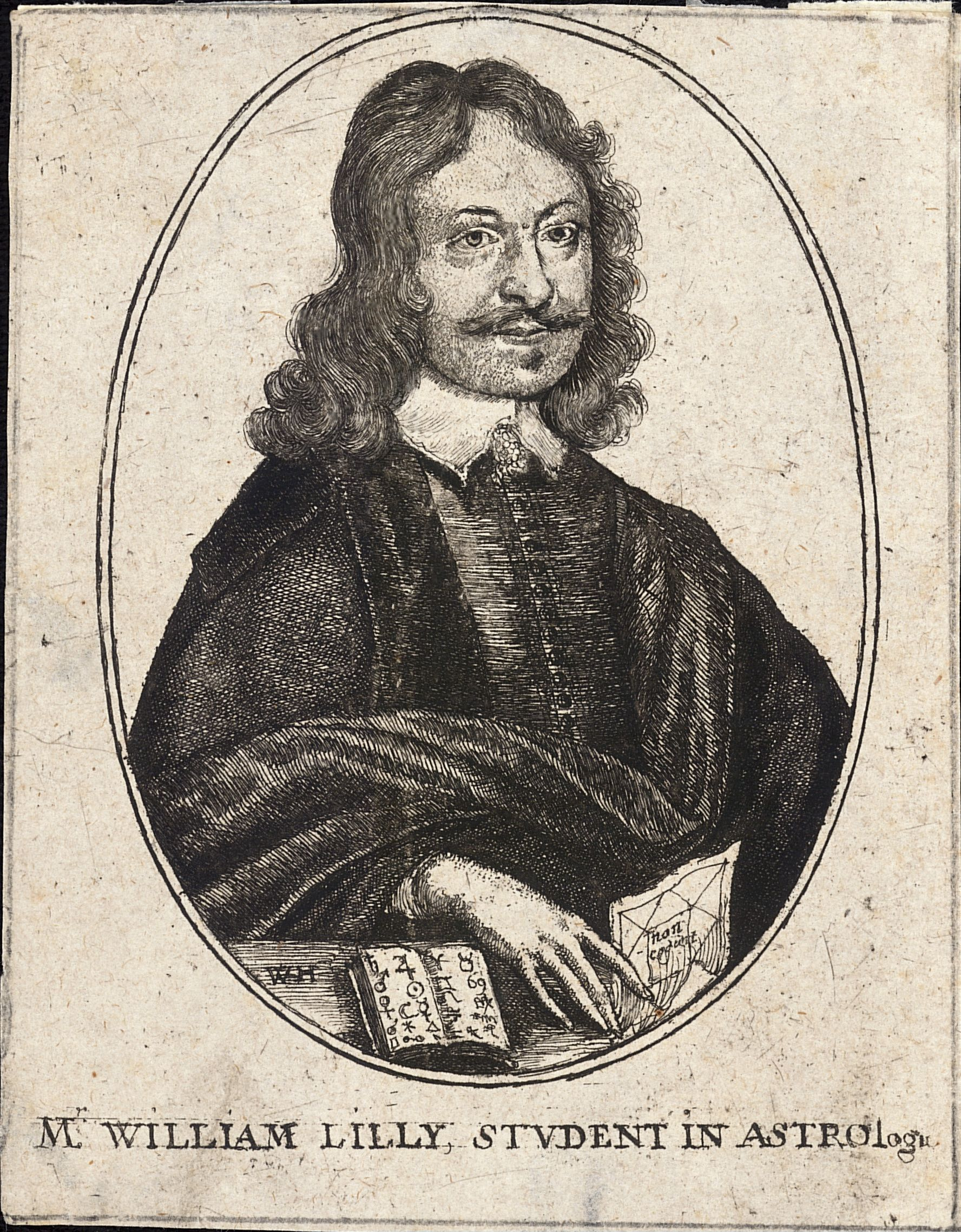
'William Lilly, student in Astrology', door Václav Hollar.

Christian Astrology uit 1647 is het bekendste werk van de Engelse astroloog William Lilly. In drie boekdelen behandelt hij achtereenvolgens de regels van de westerse astrologie, uurhoekhoroscopen en de geboortehoroscoop. William Lilly's Christian Astrology wordt door klassieke astrologen beschouwd als een van de belangrijkste basiswerken van de westerse astrologie.

## Lilly's invloeden
William Lilly was zeer belezen, en ging er prat op dat hij soms tot 18 uur per dag zat te studeren. Hij schreef deze drie boeken toen hij wegens ziekte en de dreiging van de pest een jaar thuis moest blijven. De auteurs die hij in de appendix (Bibliografie) van 'Christian Astrology' opsomt en waarvan hij de boeken heeft bestudeerd om zelf de astrologische principes te leren, zijn talrijk. Het zijn meestal boeken in het Latijn, oorspronkelijk of vertaald, of in het Engels. Hij noemt onder meer de 'Quadripartitum' (Tetrabiblos) van Claudius Ptolemaeus, De Occulta Philosophia van Agrippa, De Astronima Tractarus 10 van Guido Bonatus, 120 Aphorismi van John Dee, Medicina Catholica van Robert Fludd, Epitomes Astronomiae van Johan Kepler en De Meteoris van Paracelsus.

## Inhoud
Christian Astrology bestaat uit de volgende 3 boekdelen:
1. Book 1: An Introduction to Astrology
2. Book 2: The Resolution of all manners of Questions and Demands
3. Book 3: An Easie and Plaine Method How to Judge Upon Nativities

### Book 1
Inleiding tot de astrologie
Lilly bedoelde dit boek als een soort cursus voor studenten astrologie, waarin hij de algemene basisprincipes uiteenzet van de astrologie. Zo behandelt hij onder meer:
- het gebruik van de efemeriden
- het opstellen van de horoscoop
- de aard van de 12 tekens van de zodiak
- de aard van de planeten
- de aard van de 12 huizen

### Book 2
Over de oplossing van allerlei vragen en kwesties
Een methodische instructie die de student moet volgen wil hij vragen van allerlei aard - over ziekte, rijkdom, huwelijk, keuzes, reizen enzovoort - met behulp van een uurhoekhoroscoop kunnen beantwoorden. Lilly behandelt zelf als voorbeeld 35 van zulke vragen. Hij geeft een gedetailleerde uitleg over de te volgen werkwijze en alle elementen die van belang zijn bij de analyse. Vooral het kiezen van de juiste 'significatoren' (de aanduiders van het gevraagde en ook van de vrager) - en het kiezen van het juiste huis en zijn heerser wordt uitgebreid behandeld.

### Book 3
Een gemakkelijke en duidelijke methode voor de geboortehoroscoop
In dit derde deel 'How to judge upon Nativities' behandelt William Lilly de duiding van de geboortehoroscoop.
Hij behandelt onder meer volgende onderwerpen:
- het bepalen van lichaamsbouw, vorm, huidskleur en intelligentie van de geborene
- of de geborene rijk zal worden, en op welke manier
- de ziekten waar de geborene aan zal lijden en of hij een gewelddadige dood zal sterven
- het huwelijk van de geborene; het aantal echtgenoten, hun afkomst, of er kinderen zullen zijn
- welke de meest geschikte carrière zal zijn voor de geborene

In het deel over de directies (voorspellingen door 'vooruitschuiven' van de geboorteplaneten volgens een bepaalde formule) geeft Lilly advies over het gebruik van:
- primaire directies (gebaseerd op de beweging van de Zon en het MC), waarbij gewoonlijk 4 minuten verplaatsing met 1 levensjaar overereenkomt
- zonneterugkeer (solaarhoroscoop): gemaakt voor het ogenblik dat de zon terugkeert op haar 'geboortepositie'. Op basis daarvan worden voorspellingen voor het nieuwe jaar geformuleerd.)
- transits: de aspecten (hoeken) die de actuele planeten maken met de planeten in de geboortehoroscoop.

Deze directies gebruikt hij als astrologische technieken om de precieze tijd of tijdsduur van gebeurtenissen te bepalen. Daarenboven geeft Lilly ook aanwijzingen over de manier waarop deze technieken kunnen aangewend worden om een geboortehoroscoop te 'corrigeren', dus om een onzekere geboortetijd alsnog te achterhalen. Dit is immers van belang voor precieze voorspellingen.

## Verschil met hedendaagse astrologie
Het verschil met de 'moderne' astrologie vanaf de 20e eeuw, is dat de duiding zeer praktisch bedoeld was en niet psychologisch. Lilly's klanten kwamen naar hem toe met vragen over hun leven op praktisch gebied: of ze -volgens hun horoscoop- lang gingen leven, zouden huwen, rijk gingen worden, in goede gezondheid gingen leven, voor welk beroep ze het meest geschikt waren enzovoort. De geboortehoroscoop werd hierbij als basis gebruikt om met diverse technieken voorspellingen, prognoses, te kunnen maken. In Lilly's tijd was het kennen van de precieze geboortetijd ook niet zo evident, waardoor de astroloog vaak zijn toevlucht zocht tot het opstellen van een uurhoekhoroscoop, waarbij de geboortegegevens van de klant niet nodig waren.